# 3 000 mètres steeple masculin aux championnats du monde d'athlétisme 2019
Pour un article plus général, voir Championnats du monde d'athlétisme 2019.
Navigation
Londres 2017 Eugene 2022
L'épreuve du 3 000 mètres steeple masculin des championnats du monde de 2019 se déroule les 1er et 4 octobre 2019 dans le Khalifa International Stadium, au Qatar.

## Résultats

### Finale
| Rang               | Athlète               | Nationalité | Temps   | Notes |
| ------------------ | --------------------- | ----------- | ------- | ----- |
| Médaille d'or      | Conseslus Kipruto     | Kenya       | 8:01.35 | WL    |
| Médaille d'argent  | Lamecha Girma         | Éthiopie    | 8:01.36 | NR    |
| Médaille de bronze | Soufiane El Bakkali   | Maroc       | 8:03.76 | SB    |
| 4                  | Getnet Wale           | Éthiopie    | 8:05.21 | PB    |
| 5                  | Djilali Bedrani       | France      | 8:05.23 | PB    |
| 6                  | Benjamin Kigen        | Kenya       | 8:06.95 |       |
| 7                  | Abraham Kibiwott      | Kenya       | 8:08.52 |       |
| 8                  | Hillary Bor           | États-Unis  | 8:09.33 |       |
| 9                  | Leonard Kipkemoi Bett | Kenya       | 8:10.64 |       |
| 10                 | Stanley Kebenei       | États-Unis  | 8:11.15 | SB    |
| 11                 | Fernando Carro        | Espagne     | 8:12.31 |       |
| 12                 | Andrew Bayer          | États-Unis  | 8:12.47 | PB    |
| 13                 | Avinash Sable         | Inde        | 8:21.37 | NR    |
| 14                 | Matthew Hughes        | Canada      | 8:24.78 |       |
| 15                 | Zak Seddon            | Royaume-Uni | 8:40.23 |       |
|                    | Chala Beyo            | Éthiopie    | DNF     | DNF   |

### Séries
Les 3 premiers de chaque série (Q) et les 6 meilleurs temps (q) se qualifient pour la finale.
| Rang | Série            | Nom                      | Nationalité     | Temps   | Notes  |
| ---- | ---------------- | ------------------------ | --------------- | ------- | ------ |
| 1    | 1                | Getnet Wale              | Éthiopie        | 8:12.96 | Q      |
| 2    | 1                | Djilali Bedrani          | France          | 8:13.02 | Q      |
| 3    | 1                | Leonard Kipkemoi Bett    | Kenya           | 8:13.07 | Q      |
| 4    | 1                | Matthew Hughes           | Canada          | 8:13.12 | q, SB  |
| 5    | 1                | Fernando Carro           | Espagne         | 8:13.56 | q      |
| 6    | 2                | Lamecha Girma            | Éthiopie        | 8:16.64 | Q      |
| 7    | 2                | Soufiane El Bakkali      | Maroc           | 8:17.96 | Q      |
| 8    | 2                | Abraham Kibiwott         | Kenya           | 8:18.46 | Q      |
| 9    | 2                | Andrew Bayer             | États-Unis      | 8:18.66 | q      |
| 10   | 1                | Stanley Kebenei          | États-Unis      | 8:19.02 | q      |
| 11   | 3                | Conseslus Kipruto        | Kenya           | 8:19.20 | Q      |
| 12   | 3                | Benjamin Kigen           | Kenya           | 8:19.44 | Q      |
| 13   | 3                | Hillary Bor              | États-Unis      | 8:20.67 | Q      |
| 14   | 3                | Chala Beyo               | Éthiopie        | 8:21.09 | q      |
| 15   | 1                | Zak Seddon               | Royaume-Uni     | 8:22.51 | q      |
| 16   | 2                | Albert Chemutai          | Ouganda         | 8:23.08 |        |
| 17   | 3                | Ibrahim Ezzaydouni       | Espagne         | 8:23.99 |        |
| 18   | 3                | Benjamin Kiplagat        | Ouganda         | 8:24.44 | SB     |
| 19   | 1                | Yohanes Chiappinelli     | Italie          | 8:24.73 |        |
| 20   | 3                | Avinash Sable            | Inde            | 8:25.23 | qR, NR |
| 21   | 2                | Altobeli da Silva        | Brésil          | 8:25.34 | SB     |
| 22   | 1                | Amor Ben Yahia           | Tunisie         | 8:26.12 | SB     |
| 23   | 2                | Yemane Haileselassie     | Érythrée        | 8:26.58 |        |
| 24   | 1                | Martin Grau              | Allemagne       | 8:26.79 | SB     |
| 25   | 1                | Tom Erling Kårbø         | Norvège         | 8:27.01 | PB     |
| 26   | 1                | Boniface Abel Sikowo     | Ouganda         | 8:27.96 |        |
| 27   | 2                | Osama Zoghlami           | Italie          | 8:28.57 |        |
| 28   | 2                | Daniel Arce              | Espagne         | 8:31.69 |        |
| 29   | 3                | Topi Raitanen            | Finlande        | 8:32.44 |        |
| 30   | 3                | Ryan Smeeton             | Canada          | 8:32.53 |        |
| 31   | 2                | Karl Bebendorf           | Allemagne       | 8:32.58 |        |
| 32   | 2                | John Gay                 | Canada          | 8:33.74 |        |
| 33   | 3                | Carlos Andrés Martín     | Colombie        | 8:35.10 |        |
| 34   | 2                | Bilal Tabti              | Algérie         | 8:35.15 |        |
| 35   | 3                | Salem Mohamed Attiaallah | Égypte          | 8:35.18 |        |
| 36   | 1                | Abdelkarim Ben Zahra     | Maroc           | 8:36.67 |        |
| 37   | 3                | Yoann Kowal              | France          | 8:37.90 |        |
| 38   | 3                | Takele Nigate            | Éthiopie        | 8:38.34 |        |
| 39   | 1                | Kaur Kivistik            | Estonie         | 8:39.26 |        |
| 40   | 3                | Yaser Bagharab           | Qatar           | 8:39.65 |        |
| 41   | 2                | Rantso Mokopane          | Afrique du Sud  | 8:42.22 |        |
| 42   | 2                | Ben Buckingham           | Australie       | 8:42.86 |        |
| 43   | 2                | Krystian Zalewski        | Pologne         | 8:51.79 |        |
| 44   | 3                | Otmane Nait-Hammou       | Athlète réfugié | 9:30.17 |        |
|      | 1                | Fouad Idbafdil           | Athlète réfugié | DNF     | DNF    |
| 3    | Mohamed Tindouft | Maroc                    |                 | DNF     | DNF    |

## Légende
Records et Performances
- AR : Record continental (area record)
- CR : Record des championnats (championship record)
- MR : Record du meeting (meet record)
- NR : Record national (national record)
- OR : Record olympique (olympic record)
- PR : Record paralympique (paralympic record)
- PB : Record personnel (personal best)
- SB : Meilleure performance personnelle de la saison (season's best)
- WL : Meilleure performance mondiale de l'année (world leader)
- WJR : Record du monde junior (world junior record)
- WR : Record du monde (world record)

Circonstances et Conditions
- DNF : N'a pas terminé (did not finish)
- DNS : N'a pas pris le départ (did not start)
- DQ : Disqualification (disqualification)
- NM : Aucun essai valable enregistré (No Mark)
- Q : Qualifié « directement » au prochain tour (ou à la prochaine compétition), lors d'une compétition majeure, grâce au classement ou à la réalisation des minima (automatic qualifier)
- q : Qualifié au prochain tour (ou à la prochaine compétition), lors d'une compétition majeure, grâce au repêchage ou à la réalisation de l'une des meilleures performances parmi celles des « non qualifiés directement » (grâce au meilleur temps ou à la meilleure distance par exemple) (secondary qualifier)